# 日清通商航海条約
日清通商航海条約（にっしんつうしょうこうかいじょうやく）は、下関条約に基づき1896年7月21日に北京において日本と清国の間に締結された条約。
同年10月20日に批准書交換が行われて10月28日に発効した。日本側全権は林董。清側全権は張蔭桓。
本条約により日本は清に対して領事裁判権、協定関税、最恵国待遇など欧米と同一の特権を獲得し、これを足場に中国市場に進出した。
辛亥革命で成立した中華民国にも継続された。五・四運動以後、中国内の反帝運動の高まりで、改訂もしくは廃棄が主張されるようになり、1928年7月19日の中国政府の廃棄通告を経て、1930年5月6日に日本政府が条約改訂に応じ、中国は関税自主権を回復した。

## 締結
1894年（明治27年、光緒20年）に勃発した日清戦争によって日清修好条規が破棄されたため、戦後の下関条約締結後、新たに結ばれた。
日清戦争における日本の勝利を受けて修好条規の変則的な平等条約から日本に有利な不平等条約に改められたのである。

## 内容
日清通商航海条約は、全29条から構成され、貿易における日本への待遇を欧米と同等とする（第9条）、日本に対し領事裁判権を認める（第22条）、条約改訂は批准書交換より10年後以降に提議でき、提議より半年以内に合意が成立しなければ、自動的に10年間延長されてその期間改訂できない（第26条）など、日本にとって有利な内容であった。

## 日清追加通商航海条約

### 北京議定書
1900年（光緒26年、明治33年）、義和団の乱が起こり、清国が列強に敗北した結果、北京議定書が結ばれた。

### 締結
議定書を元に、1903年10月8日、上海において、全13条からなる日清（両国間）追加通商航海条約（にっしん（りょうこくかん）ついかこうかいじょうやく）が締結された。

### 内容
ここでは、日本人と清国人の共同経営事業（第4条）、日本人の商標・著作権保護（第5条）、清国の貨幣制度・度量衡統一義務（第6・7条）・日本の清国司法改革支援と達成後の治外法権撤廃義務（第11条）が定められた。

## 通商航海条約のその後
辛亥革命後、五・四運動を経て不平等条約破棄を求める中国国民の声が高まると、規定上の改訂期間が訪れた1926年10月に北京政府が条約改訂を日本側に打診するが、1928年7月19日、当時北京政府に代わって中国を掌握していた蔣介石の南京国民政府が一方的に破棄を通告、日本側はこれを拒否して継続を宣言したが、その後日本側からも対立悪化を懸念する声が上がり、改訂交渉が行われ、1930年5月6日に日華関税協定が結ばれて中国側の関税自主権が回復された。その後、日中戦争下で汪兆銘政権が成立すると、同政権を擁護する立場から不平等条約破棄が検討され、1940年11月30日に日華基本条約が結ばれて不平等条約は正式に破棄された。